# Mașină termică
O mașină termică este o mașină de forță în care se produc transformări termodinamice ale unui agent termic (agentul de lucru).
Mașinile termice pot fi:
- Mașini termice generatoare, care transformă energia mecanică a unor corpuri solide în energie internă a unui agent termic. Exemplu de mașină termică generatoare este un compresor de gaze.
- Mașini termice motoare, cunoscute și sub denumirea de motoare termice, care transformă energie internă a unui agent termic în energia mecanică a unor corpuri solide. Exemplu de mașină termică motoare este un motor cu ardere internă.

## Clasificarea mașinilor termice motoare
După agentul de lucru folosit, mașinile termice motoare pot fi împărțite în două categorii: mașini cu abur și mașini cu gaze. Mașinile cu abur sunt de două categorii: mașini cu abur cu piston și turbine cu abur. Deoarece arderea combustibilului la aceste mașini are loc în afara mecanismului motor, și anume, în focarul cazanului de abur ele se mai numesc mașini cu ardere externă. În mașina cu abur cu piston, aburul se introduce periodic (cu întreruperi) în cantități limitate, ceea ce limitează puterea mașinii. Energia internă a aburului se transformă în lucru mecanic prin destindere, împingând pistonul. În turbina cu abur aburul curge continuu, turbina fiind capabilă să genereze puteri mari. Entalpia aburului se transformă mai întâi în energie cinetică în paletele statorului (ajutaje) și apoi în lucru mecanic în paletele rotorului pe care îl pune în mișcare de rotație.
La motoarele cu piston, arderea combustibilului are loc în interiorul cilindrului motor, motiv pentru care ele se numesc motoare cu ardere internă. Gazele rezultate din ardere servesc ca agent de lucru, o parte din energia lor internă fiind transformată în cursul destinderii în lucru mecanic. În mod obișnuit motoarele cu ardere internă necesită combustibil lichid sau gazos de calitate superioară, deși există motoare navale care funcționează cu păcură și chiar cu praf de cărbune.

După numărul de curse (timpi) ale pistonului în care se desfășoară ciclul motor se deosebesc motoare în patru timpi și motoare în doi timpi.

După procedeul de aprindere, motoarele cu ardere internă se împart în motoare cu aprindere prin scânteie, denumite prescurtat MAS, motoare cu aprindere prin comprimare, denumite prescurtat MAC și motoare cu cap incandescent.
Turbinele cu gaze folosesc ca agent de lucru gazele rezultate prin arderea combustibilului.
Motoarele rachetă se folosesc pentru propulsia avioanelor și navelor cosmice. Aceste motoare funcționează pe principiul producerii forței de reacțiune, prin scurgerea gazelor de ardere din motor cu viteză mare, folosind un ajutaj.